# Azaz
Azaz is een plaats in het Syrische gouvernement Aleppo en telt 63.425 inwoners (2007). De plaats is circa 30 kilometer gelegen ten noordoosten van Aleppo. Tijdens de inter-kruisvaart periode vond er in 1125 de Slag bij Azaz plaats, waarbij de kruisvaardersstaten de Seltsjoeken versloegen. 
Tijdens de Syrische Burgeroorlog is er diverse keren om de stad gestreden. In 2012 versloeg het Vrije Syrische Leger regeringstroepen van president Bashar al-Assad. Later kreeg ook Jabhat al-Nusra voet aan de grond in Azaz. In 2016 kwamen Koerdische troepen nabij de stad, waardoor Turkije besloot in te grijpen.